# Lac-des-Seize-Îles
Lac-des-Seize-Îles est une municipalité dans la municipalité régionale de comté (MRC) des Pays-d'en-Haut au Québec (Canada), située dans la région administrative des Laurentides.

## Histoire

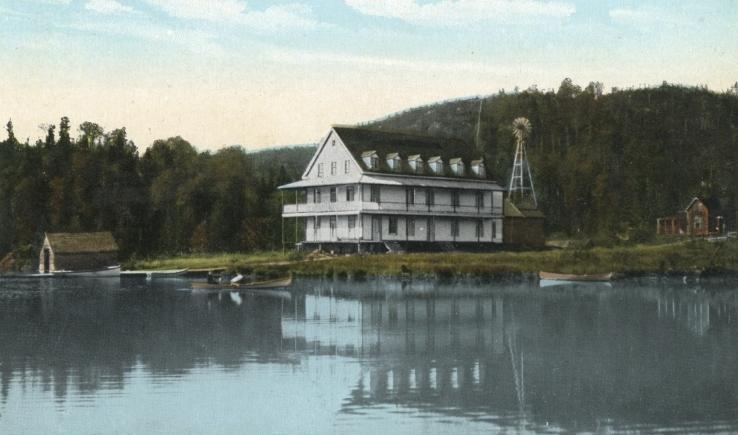
Maison des Laurentides, Lac-des-Seize-Îles, vers 1910

Les premiers pionniers principalement en provenance de Saint-Joachim-de-Shefford et de Roxton Falls arrivent en cet endroit en 1897. Le bureau de poste est d'abord identifié en anglais en 1898, soit Sixteen Islands Lake. On érige la paroisse de Notre-Dame-de-la-Sagesse comme mission en 1901 et la Sixteen Island Lake Union Church en 1906. La vie municipale débute aux environs de 1914.

## Géographie
Le village est situé sur la rive nord du lac des Seize Îles qui est au centre de la municipalité.

## Démographie
| 1986 | 1991 | 1996 | 2001 | 2006 | 2011 | 2016 | 2021 |
| ---- | ---- | ---- | ---- | ---- | ---- | ---- | ---- |
| 187  | 205  | 184  | 242  | 160  | 223  | 172  | 172  |

## Administration
Les élections municipales se font en bloc et suivant un découpage de six districts.
| Lac-des-Seize-Îles Maires depuis 2001                                                                                |                  |         |          |
| Élection | Maire            | Qualité | Résultat |
| 2001 | Maurice Leclair  |         | Voir     |
| 2005 | JoAnne Fandrich  |         | Voir     |
| 2009 | Luc Lamond       |         | Voir     |
| 2013 | Yves Baillargeon |         | Voir     |
| 2017 | René Pelletier   |         | Voir     |
| 2021 | Corina Lupu      |         | Voir     |
| Élection partielle en italique Depuis 2005, les élections sont simultanées dans toutes les municipalités québécoises |                  |         |          |

## Éducation
La Commission scolaire Sir Wilfrid Laurier administre les écoles anglophones:
- École primaire Morin-Heights (toutes les parties) à Morin-Heights[6]
- École primaire Laurentian (une partie) à Lachute[7]
- École secondaire Laurentian Regional (en) à Lachute[8]